# Internationaux de France de gymnastique artistique 2018
Navigation
Édition précédente Édition suivante
Les Internationaux de France de gymnastique se déroulent depuis 1986 à l'Accorhotels Arena de Paris. L'édition 2018 a lieu les 29 et 30 septembre 2018. Cette compétition bénéficie du label « Coupe du Monde Challenge FIG ».
Comme pour l'édition 2017, celle de 2018 est un événement écoresponsable puisque la FFG a obtenu du Comité national olympique le label « Développement durable, le sport s'engage ». Le but est d'organiser cet événement dans le respect de l’environnement et de favoriser le « mieux vivre ensemble ».

## Participants
Il y a 31 nations participantes aux Internationaux de France de Gymnastique 2018, cela représente au total 138 gymnastes dont 44 gymnastes féminines et 94 gymnastes masculins.
| Afrique                  | Amérique                                   | Asie                                               | Europe |
| ------------------------ | ------------------------------------------ | -------------------------------------------------- | --- |
| - Égypte (7) - Maroc (2) | - Canada (3) - Guatemala (2) - Mexique (6) | - Japon (6) - Ouzbékistan (1) - Taipei chinois (2) | - Autriche (6) - Azerbaïdjan (5) - Belgique (1) - Biélorussie (3) - Chypre (2) - Croatie (8) - Danemark (3) - Espagne (7) - Finlande (6) - France (11) - Royaume-Uni (4) - Hongrie (6) - Israël (8) - Lituanie (3) - Norvège (5) - Portugal (4) - République tchèque (4) - Roumanie (4) - Russie (1) - Slovénie (2) - Suède (5) - Turquie (5) - Ukraine (6) |
| 2 pays                   | 3 pays                                     | 3 pays                                             | 23 pays |

## Programme[3]

### Épreuves
| Épreuves masculines                                                      | Épreuves féminines                                  |
| ------------------------------------------------------------------------ | --------------------------------------------------- |
| - Anneaux - Arçons - Barre fixe - Barres parallèles - Saut (H) - Sol (H) | - Barres asymétriques - Poutre - Saut (F) - Sol (F) |

### Calendrier
Les qualifications de toutes les épreuves ont lieu le samedi 29 septembre dès 14 heures.
Les finales ont lieu le lendemain, le dimanche 30 septembre, selon le programme prévisionnel suivant :
- 13h30 - 14h00 : Sol (H)
- 14h00 - 14h35 : Saut (F) et Arçons
- 14h35 - 15h05 : Barres asymétriques et Anneaux
- 15h45 - 16h20 : Poutre et Saut (H)
- 16h20 - 16h55 : Sol (F) et Barres parallèles
- 17h00 - 17h25 : Barre fixe

Ce programme est susceptible d'être modifié.

## Tableaux des médailles
| Épreuve                                 | Or                          | Argent           | Bronze           |
| --------------------------------------- | --------------------------- | ---------------- | ---------------- |
| Hommes                                  |                             |                  |                  |
| Anneaux résultats détaillés             | Samir Aït Saïd              | Ihor Radivilov   | Denis Ablyazin   |
| Arçons résultats détaillés              | Cyril Tommasone             | Thierry Pellerin | Sašo Bertoncelj  |
| Barre fixe résultats détaillés          | Seiya Taura                 | Dávid Vecsernyés | Néstor Abad      |
| Barres parallèles résultats détaillés   | Seiya Taura                 | Julien Gobaux    | Ahmet Önder      |
| Saut résultats détaillés                | Loris Frasca                | Andrey Medvedev  | Hamza Hossaini   |
| Sol résultats détaillés                 | Artem Dolgopyat             | Jorge Vega       | Rayderley Zapata |
| Femmes                                  |                             |                  |                  |
| Barres asymétriques résultats détaillés | Juliette Bossu              | Jonna Adlerteg   | Elsabeth Black   |
| Poutre résultats détaillés              | Elsabeth Black              | Marine Boyer     | Helena Bonilla   |
| Saut résultats détaillés                | Oksana Chusovitina          | Elsabeth Black   | Tjasa Kysselef   |
| Sol résultats détaillés                 | Mélanie de Jesus dos Santos | Elsabeth Black   | Aneta Holasova   |

| Rang | Nation             | Or | Argent | Bronze | Total |
| ---- | ------------------ | -- | ------ | ------ | ----- |
| 1    | France             | 5  | 2      | 0      | 7     |
| 2    | Japon              | 2  | 0      | 0      | 2     |
| 3    | Canada             | 1  | 3      | 1      | 5     |
| 4    | Israël             | 1  | 1      | 0      | 2     |
| 5    | Ouzbékistan        | 1  | 0      | 0      | 1     |
| 6    | Guatemala          | 0  | 1      | 0      | 1     |
| 6    | Hongrie            | 0  | 1      | 0      | 1     |
| 6    | Suède              | 0  | 1      | 0      | 1     |
| 6    | Ukraine            | 0  | 1      | 0      | 1     |
| 10   | Espagne            | 0  | 0      | 3      | 3     |
| 11   | Slovénie           | 0  | 0      | 2      | 2     |
| 12   | Maroc              | 0  | 0      | 1      | 1     |
| 12   | République tchèque | 0  | 0      | 1      | 1     |
| 12   | Russie             | 0  | 0      | 1      | 1     |
| 12   | Turquie            | 0  | 0      | 1      | 1     |

## Résultats détaillés

### Hommes

#### Anneaux
| Rang               | Nom                   | Pays     | Score D | Score E | Pénalité | Total  |
| ------------------ | --------------------- | -------- | ------- | ------- | -------- | ------ |
| Médaille d'or      | Samir Aït Said        | France   | 6,200   | 8,900   | -        | 15,100 |
| Médaille d'argent  | Igor Radivilov        | Ukraine  | 6,300   | 8,650   | -        | 14,950 |
| Médaille de bronze | Denis Abliazin        | Russie   | 6,100   | 8,750   | -        | 14,850 |
| 4                  | Ibrahim Colak         | Turquie  | 6,200   | 8,650   | -        | 14,850 |
| 5                  | Kazuya Takahashi      | Japon    | 6,200   | 8,450   | -        | 14,650 |
| 6                  | Yuya Kamoto           | Japon    | 6,300   | 8,350   | -        | 14,650 |
| 7                  | Andrei Vasile Muntean | Roumanie | 5,900   | 8,550   | -        | 14,450 |
| 8                  | Ali Zahran            | Égypte   | 6,200   | 7,200   | -        | 13,400 |

#### Arçons
| Rang               | Nom                | Pays        | Score D | Score E | Pénalité | Total  |
| ------------------ | ------------------ | ----------- | ------- | ------- | -------- | ------ |
| Médaille d'or      | Cyril Tommasone    | France      | 6,200   | 8,650   | -        | 14,850 |
| Médaille d'argent  | Thierry Pellerin   | Canada      | 6,200   | 8,450   | -        | 14,650 |
| Médaille de bronze | Sašo Bertoncelj    | Slovénie    | 6,100   | 8,450   | -        | 14,550 |
| 4                  | Kōhei Kameyama     | Japon       | 6,300   | 8,150   | -        | 14,450 |
| 5                  | Vladyslav Hryko    | Ukraine     | 5,900   | 8,250   | -        | 14,150 |
| 6                  | Vasili Mikhalitsyn | Biélorussie | 5,300   | 8,700   | -        | 14,000 |
| 7                  | Andriy Sienichkin  | Ukraine     | 5,600   | 7,550   | -        | 13,150 |
| 8                  | Dariy Morozov      | Azerbaïdjan | 5,700   | 6,750   | -        | 12,450 |

#### Barre fixe
| Rang               | Nom              | Pays        | Score D | Score E | Pénalité | Total  |
| ------------------ | ---------------- | ----------- | ------- | ------- | -------- | ------ |
| Médaille d'or      | Seiya Taura      | Japon       | 6,100   | 8,200   | -        | 14,300 |
| Médaille d'argent  | Dávid Vecsernyés | Hongrie     | 5,700   | 8,450   | -        | 14,150 |
| Médaille de bronze | Néstor Abad      | Espagne     | 5,800   | 8,300   | -        | 14,100 |
| 4                  | Edgar Boulet     | France      | 5,700   | 8,350   | -        | 14,050 |
| 5                  | Mários Georgíou  | Chypre      | 5,800   | 8,100   | -        | 13,900 |
| 6                  | Tin Srbić        | Croatie     | 5,800   | 7,800   | -        | 13,600 |
| 7                  | Hidetaka Miyachi | Japon       | 6,200   | 7,400   | -        | 13,600 |
| 8                  | Sam Oldham       | Royaume-Uni | 5,500   | 8,050   | -        | 13,550 |

#### Barres Parallèles
| Rang               | Nom                | Pays        | Score D | Score E | Pénalité | Total  |
| ------------------ | ------------------ | ----------- | ------- | ------- | -------- | ------ |
| Médaille d'or      | Seiya Taura        | Japon       | 6,100   | 8,500   | -        | 14,600 |
| Médaille d'argent  | Julien Gobaux      | France      | 5,600   | 8,800   | -        | 14,400 |
| Médaille de bronze | Ahmet Önder        | Turquie     | 5,800   | 8,000   | -        | 13,800 |
| 4                  | Adam Babos         | Hongrie     | 5,100   | 8,250   | -        | 13,350 |
| 5                  | Vasili Mikhalitsyn | Biélorussie | 5,100   | 8,050   | -        | 13,150 |
| 6                  | Ferhat Arıcan      | Turquie     | 6,000   | 6,850   | -        | 12,850 |
| 7                  | Mários Georgíou    | Chypre      | 6,100   | 6,750   | -        | 12,850 |
| 8                  | Robert Tvorogal    | Lituanie    | 5,000   | 5,800   | -        | 10,800 |

#### Saut
| Rang               | Nom               | Pays     | Saut 1  | Saut 1  | Saut 1 | Saut 1 | Saut 2  | Saut 2  | Saut 2 | Saut 2 | Total  |
| Rang               | Nom               | Pays     | Score D | Score E | Pén.   | Total  | Score D | Score E | Pén.   | Total  | Total  |
| ------------------ | ----------------- | -------- | ------- | ------- | ------ | ------ | ------- | ------- | ------ | ------ | ------ |
| Médaille d'or      | Loris Frasca      | France   | 5.600   | 9,200   | -      | 14,800 | 5,600   | 9,250   | -      | 14,850 | 14,825 |
| Médaille d'argent  | Andrey Medvedev   | Israël   | 5.600   | 9,250   | -      | 14,850 | 5.600   | 9,200   | -0.10  | 14,700 | 14,775 |
| Médaille de bronze | Hamza Hossaini    | Maroc    | 5.600   | 9,100   | -      | 14,700 | 5.200   | 9,350   | -      | 14,550 | 14,625 |
| 4                  | Heikki Saarenketo | Finlande | 5.200   | 9,400   | -      | 14,600 | 4.800   | 9,050   | -      | 13,850 | 14,225 |
| 5                  | Hidenobu Yonekura | Japon    | 6.000   | 7,950   | -      | 13,950 | 5.600   | 8,850   | -      | 14,450 | 14,200 |
| 6                  | Igor Radivilov    | Ukraine  | 6.000   | 7,900   | -0.30  | 13,600 | 5.600   | 9,050   | -      | 14,650 | 14,125 |
| 7                  | Fabian De Luna    | Mexique  | 5.200   | 9,200   | -      | 14,400 | 5.200   | 7,850   | -      | 13,050 | 13,725 |
| 8                  | Mohamed Moubarak  | Égypte   | 5.200   | 9,200   | -0.30  | 14,100 | 5.200   | 8,000   | -0.30  | 12,900 | 13,500 |

#### Sol
| Rang               | Nom                | Pays        | Score D | Score E | Pénalité | Total  |
| ------------------ | ------------------ | ----------- | ------- | ------- | -------- | ------ |
| Médaille d'or      | Artem Dolgopyat    | Israël      | 6.400   | 8,550   | -        | 14,950 |
| Médaille d'argent  | Jorge Vega         | Guatemala   | 6.200   | 8,450   | -        | 14,650 |
| Médaille de bronze | Rayderley Zapata   | Espagne     | 6.400   | 8,350   | -0.20    | 14,550 |
| 4                  | Alexander Shatilov | Israël      | 6.000   | 8,500   | -        | 14,500 |
| 5                  | Yahor Sharamkou    | Biélorussie | 6.100   | 8,150   | -        | 14,250 |
| 6                  | Julien Gobaux      | France      | 5.800   | 8,400   | -        | 14,200 |
| 7                  | Vladyslav Hryko    | Ukraine     | 5.700   | 8,250   | -0.10    | 13,850 |
| 8                  | Yuya Kamoto        | Japon       | 5.400   | 6,350   | -        | 11,750 |

### Femmes

#### Barres asymétriques
| Rang               | Nom                         | Pays        | Score D | Score E | Pénalité | Total  |
| ------------------ | --------------------------- | ----------- | ------- | ------- | -------- | ------ |
| Médaille d'or      | Juliette Bossu              | France      | 5,800   | 8,400   | -        | 14,200 |
| Médaille d'argent  | Jonna Adlerteg              | Suède       | 5,700   | 8,150   | -        | 13,850 |
| Médaille de bronze | Elsabeth Black              | Canada      | 5,700   | 7,900   | -        | 13,600 |
| 4                  | Ana Pérez Campos            | Espagne     | 5,300   | 8,100   | -        | 13,400 |
| 5                  | Helena Bonilla              | Espagne     | 5,300   | 7,950   | -        | 13,250 |
| 6                  | Diana Varinska              | Ukraine     | 5,900   | 7,250   | -        | 13,150 |
| 7                  | Elissa Downie               | Royaume-Uni | 5,700   | 7,400   | -        | 13,100 |
| 8                  | Mélanie De Jesus Dos Santos | France      | 5,800   | 6,650   | -        | 12,450 |

#### Poutre
| Rang               | Nom             | Pays               | Score D | Score E | Pénalité | Total  |
| ------------------ | --------------- | ------------------ | ------- | ------- | -------- | ------ |
| Médaille d'or      | Elsabeth Black  | Canada             | 5,500   | 8,400   | -        | 13,900 |
| Médaille d'argent  | Marine Boyer    | France             | 5,700   | 7,650   | -        | 13,350 |
| Médaille de bronze | Helena Bonilla  | Espagne            | 4,900   | 8,150   | -        | 13,050 |
| 4                  | Diana Varinska  | Ukraine            | 5,400   | 7,450   | -        | 12,850 |
| 5                  | Ana Derek       | Croatie            | 5,000   | 7,100   | -        | 12,100 |
| 6                  | Aneta Holasova  | République tchèque | 5,100   | 7,000   | -        | 12,100 |
| 7                  | Jessica Castles | Suède              | 4,900   | 6,900   | -        | 11,800 |
| 8                  | Farah Hussein   | Égypte             | 5,300   | 6,350   | -        | 11,650 |

#### Saut
| Rang               | Nom                 | Pays               | Saut 1  | Saut 1  | Saut 1 | Saut 1 | Saut 2  | Saut 2  | Saut 2 | Saut 2 | Total  |
| Rang               | Nom                 | Pays               | Score D | Score E | Pén.   | Total  | Score D | Score E | Pén.   | Total  | Total  |
| ------------------ | ------------------- | ------------------ | ------- | ------- | ------ | ------ | ------- | ------- | ------ | ------ | ------ |
| Médaille d'or      | Oksana Chusovitina  | Ouzbékistan        | 5,400   | 8,900   | -      | 14,300 | 5,200   | 9,100   | -0,10  | 14,200 | 14,250 |
| Médaille d'argent  | Elsabeth Black      | Canada             | 5,400   | 8,600   | -      | 14,000 | 5,200   | 9,200   | -      | 14,400 | 14,200 |
| Médaille de bronze | Tjasa Kysselef      | Slovénie           | 4,800   | 8,550   | -      | 13,350 | 5,000   | 8,850   | -      | 13,850 | 13,600 |
| 4                  | Ofir Netzer         | Israël             | 4,800   | 8,650   | -      | 13,450 | 4,800   | 8,650   | -0,30  | 13,150 | 13,300 |
| 5                  | Tijana Tkalcec      | Croatie            | 4,600   | 8,700   | -      | 13,300 | 4,600   | 8,500   | -      | 13,100 | 13,200 |
| 6                  | Aneta Holasova      | République tchèque | 4,600   | 8,800   | -0,10  | 13,300 | 4,200   | 8,650   | -      | 12,850 | 13,075 |
| 7                  | Marina Nekrasova    | Azerbaïdjan        | 5,000   | 7,550   | -0,30  | 12,250 | 3,700   | 8,700   | -      | 12,400 | 12,325 |
| 8                  | Angelina Radivilova | Ukraine            | 5,000   | 7,650   | -0,10  | 12,550 | 4,200   | 7,500   | -      | 11,700 | 12,125 |

#### Sol
| Rang               | Nom                         | Pays               | Score D | Score E | Pénalité | Total  |
| ------------------ | --------------------------- | ------------------ | ------- | ------- | -------- | ------ |
| Médaille d'or      | Mélanie de Jesus dos Santos | France             | 5,600   | 8,250   | -0,10    | 13,750 |
| Médaille d'argent  | Elsabeth Black              | Canada             | 5,100   | 7,950   | -        | 13,050 |
| Médaille de bronze | Aneta Holasova              | République tchèque | 4,700   | 8,150   | -        | 12,850 |
| 4                  | Ana Derek                   | Croatie            | 5,000   | 7,800   | -        | 12,800 |
| 5                  | Ana Pérez Campos            | Espagne            | 5,300   | 7,400   | -        | 12,700 |
| 6                  | Fang Ko-Ching               | Taïwan             | 4,700   | 7,950   | -        | 12,650 |
| 7                  | Nora Feher                  | Hongrie            | 4,700   | 7,350   | -        | 12,050 |
| 8                  | Mandy Mohamed               | Égypte             | 4,700   | 6,900   | -0,10    | 11,500 |